# Changshu
Changshu (en chino, 常熟市; pinyin, Chángshú) es una ciudad en la parte intermedia en la jurisdicción de Suzhou, ubicada en la parte sudeste de la provincia de Jiangsu sobre el delta del Río Yangzi, en la República Popular de China. Debido al clima moderado y al terreno, allí se lleva a cabo la agricultura con métodos antiguos, de ahí su nombre. Chang (常) significa “siempre” y Shu (熟) significa “cosecha”. Debido a esto también, la población más cercana se llama Taicang que significa “el granero más grande”.
Changsu tiene 12 pueblos, 2 distritos de desarrollo provincial y tecnológico. Es uno de los condados más prósperos y desarrollados de China, con un PIB que está entre los 10 más altos del país. 

## Administración
Desde julio de 2023, el municipio de Changshu se divide en 14 pueblos que se administran en 6 subdistritos y 8  poblados. 